# La Tamise et le Parlement
La Tamise et le Parlement est un tableau réalisé par Claude Monet en 1871 durant son premier séjour à Londres. Il reprendra le même sujet une trentaine d'années plus tard dans la série des Parlements de Londres.

## Contexte
Après la capitulation de Sedan, en 1870, Monet décide de partir pour Londres, seul tout d'abord. Il retrouve Daubigny qui le présente à Durand-Ruel.  Grâce aux achats du galeriste, il peut faire venir Camille, devenue tout récemment sa femme, et leur fils Jean. Il rencontre aussi Pissarro, et tous deux se passionnent pour la ville et les sujets variés qu'elle offre. Ils visitent les musées où sont désormais exposés les tableaux du legs Turner, et le style du peintre anglais leur fournit une forme d'inspiration. Avec les perspectives offertes par l'intérêt que Durand-Ruel porte à ses travaux, Monet reprend vite son activité interrompue par la guerre sur le continent.   
Par ailleurs, Monet connaît très probablement Whistler notamment à travers plusieurs de ses tableaux et eaux-fortes ayant pour sujet la capitale britannique. 

Le Vieux Pont de Westminster, James Whistler, 1859, eau-forte sur papier vergé, The New York Public Library.

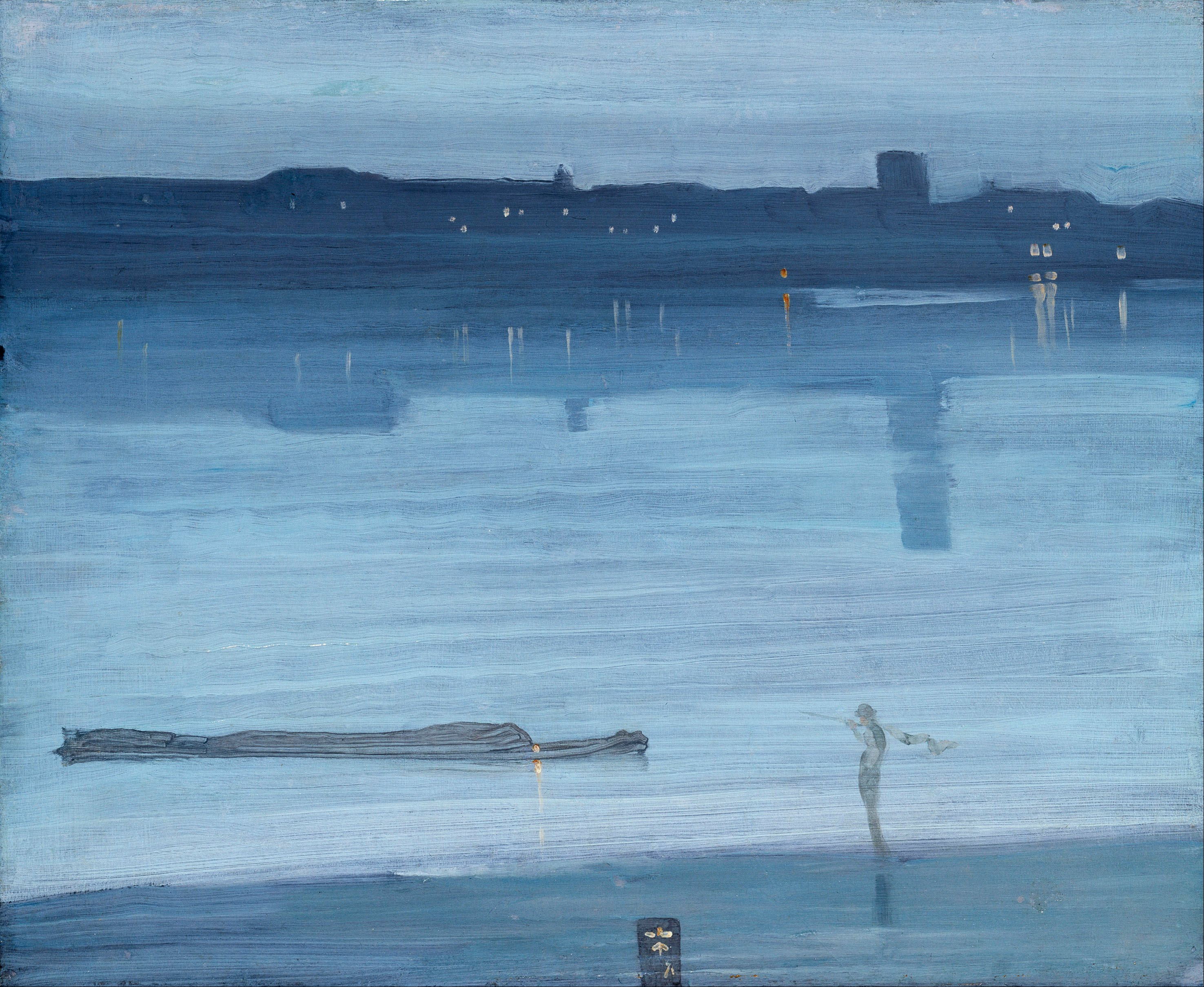
Nocturne - Blue and Silver - Chelsea, James Whistler, 1871, huile sur toile à la Tate Gallery.

## Sujet

L'Incendie des Houses of Lords and Commons, le 16 octobre 1834, J.M.W. Turner,1835, huile sur toile au Cleveland Museum of Art.

Le Parlement de Londres subit en 1834 un incendie qui le détruit quasi totalement. Les travaux de reconstruction durent plusieurs dizaines d'années et sont pratiquement terminés en 1871. La bâtiment lui-même est reconstruit avec la tour Victoria, celle de Big Ben étant en cours de finition. Le vieux pont est déjà remplacé. Les quais sont en cours de réaménagement avec, notamment, la construction du Victoria Embankment, ouvrage qui servira à la fois de digue et de chaussée recouvrant le métro. Confirmée par la représentation de bateaux à vapeur et du chantier en cours, c'est la modernité que Monet représente.
La représentation matérielle n'est pas visiblement le seul sujet, la lumière diffuse générée par la brume constitue aussi un objet à mettre en valeur.  
Il représentera de nouveau le site, dans différentes situations de mise en lumière, lors de plusieurs séjours qu'il fera entre 1899 et 1901. Il en résultera une des plus célèbres séries du peintre,.

## Style
Monet utilise ici un style qui paraît économe en moyens. L'ajout subtil de couleur saumon apporte un ton chaud suggérant la présence masquée du soleil tout en conférant une certaine animation au ciel et au fleuve. La représentation nette du premier plan contraste avec celles plus floues des autres plans. Si le travail de Monet paraît s'inspirer de celui de Whistler ou de Turner, il s'en différencie pourtant par une utilisation très personnelle des couleurs.   